# Lensbygda
Lensbygda är en tätort i Østre Totens kommun i Innlandet fylke i sydöstra Norge. Orten ligger vid fylkesväg 2338, sydöst om kommunens centralort Lena.